# Culto a la personalidad de Adolf Hitler

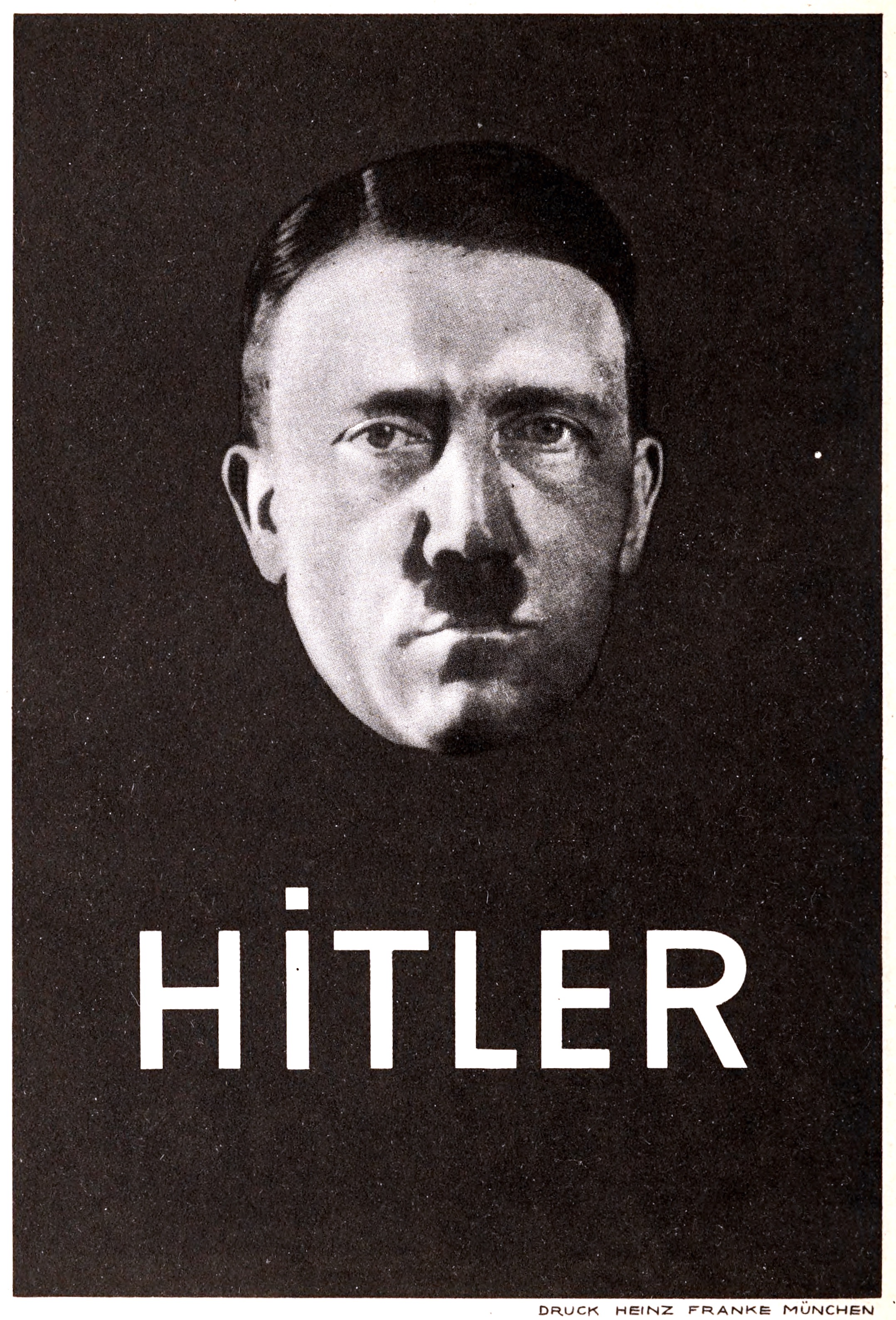
Un cartel de la propaganda nazi de Hitler utilizada durante la elección presidencial de Alemania de 1932.

El culto a la personalidad de Adolf Hitler fue una característica destacada de la Alemania nazi (1933-1945), que comenzó en la década de 1920 durante los primeros días del Partido Nazi. Basado en el  Führerprinzip  de que el líder siempre tiene la razón, promulgado por la incesante propaganda nazi, y reforzado por el aparente éxito de Hitler en solucionar los problemas económicos de Alemania, sus incruentos triunfos en política exterior antes de la II Guerra Mundial, y sus primeros rápidos éxitos militares en Polonia y Francia, finalmente se convirtió en un aspecto central del control nazi del pueblo alemán.
El mito de Hitler como un genio infalible multifacético con cualidades heroicas, casi sobrehumanas, se acercó a la deificación. Se usó como una herramienta para unificar al pueblo alemán detrás de la personalidad, las opiniones y los objetivos de Hitler, y también fue un seguro contra la fragmentación del movimiento nazi en facciones en guerra.

## La imagen de Hitler en la propaganda y los medios de comunicación
A partir de los primeros años del partido Nazi, la propaganda Nazi describió al líder nazi Adolf Hitler como una figura icónica que era la única persona capaz de salvar a Alemania. Después del final de la Primera Guerra Mundial, el pueblo alemán sufrió mucho durante los primeros años de la República de Weimar y, según los nazis, solo Hitler como mesías podría salvarlos y restaurar la grandeza de Alemania, que dio lugar al mito del "culto al Führer". Unos días después de la "Marcha sobre Roma de Benito Mussolini el 28 de octubre de 1922, un orador del partido Nazi anunció a una multitud de la cervecería que "el Mussolini de Alemania se llama Adolf Hitler", dando así un impulso al culto a la personalidad que apenas estaba comenzando. Tras el fracaso del Putsch de la Cervecería en 1923, se propuso construir una imagen de sí mismo que apelaría a todos los sectores del pueblo alemán. Con el tiempo, desarrolló una imagen de sí mismo con tintes nacionalistas y religiosos que lo hicieron atractivo para todos los alemanes y que lo impulsó a proclamar: "He despertado a las masas".

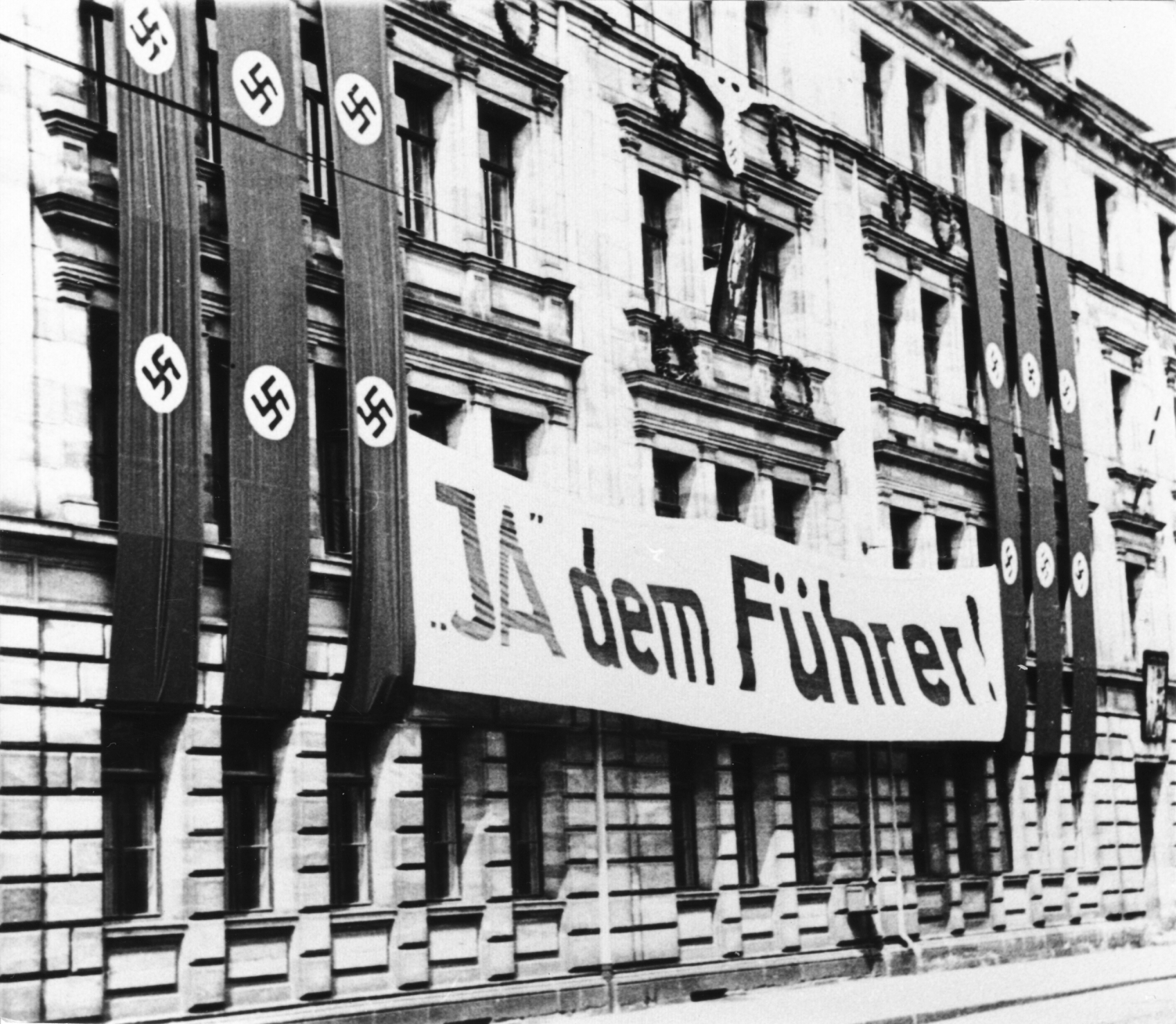
"Ja dem Führer" ("Sí al líder"), una pancarta con eslogan nazi fuera de una escuela en 1934

La representación de Hitler en Mein Kampf  ("Mi lucha") de que durante su estancia en Viena aprendió sobre el sindicalismo y el marxismo mientras trabajaba en una obra de construcción, fue un mito que creó sobre sí mismo. De hecho, Hitler durante este período de tiempo era un holgazán que se ganaba la vida vendiendo sus pinturas de edificios vieneses que parecían postales. Nunca hizo ningún trabajo físico de ningún tipo.
Los nazis eligieron deliberadamente el nombre de su partido, el "Partido Nacionalsocialista de los Trabajadores Alemanes", como una forma de atraer a los alemanes que eran tanto de izquierda como de derecha. Cuando se hizo cargo del partido como su "Führer" ("líder") en 1921, insistió en agregar "nacionalsocialista" al nombre del partido, que hasta ese momento había sido el "Partido de los Trabajadores Alemanes". Sin embargo, a pesar de que Hitler y los nazis afirmaban ser socialistas, no lo eran, y se utilizó simplemente con fines propagandísticos y para atraer nuevos miembros. Una vez que los nazis estuvieron en el poder, reprimieron los sindicatos y persiguieron a los opositores de izquierda como comunistas y socialistas.
El periódico del jefe de propaganda nazi Joseph Goebbels, Der Angriff, jugó un papel importante en la creación del mito del Führer. Desde sus primeros días de publicación, las fotos y dibujos de Hitler eran comunes. El mito hizo que Hitler pareciera místico para muchos miembros del Partido Nazi. Hitler fue considerado un modelo en todos los aspectos: fue considerado como una de las personas, un trabajador y un soldado que arriesgó su vida para luchar por Alemania durante la Primera Guerra Mundial, pero al mismo tiempo, la imagen presentada era heroica, con Hitler mostrado como un genio con cualidades casi sobrehumanas, cercanas a un dios para ser venerado. Después de que los nazis llegaran al poder, Hitler recibió anualmente más de 12.000 cartas de adoración y alabanza de alemanes de todas las clases y vocaciones, de todo el país.
En 1930, Hitler supuestamente le dijo a Otto Strasser, "Para nosotros la Idea es el Führer, y cada miembro del Partido sólo tiene que obedecer al Führer".
Durante cinco campañas electorales en 1932, el periódico nazi Völkischer Beobachter  ("Observador del Pueblo") describió a Hitler como un "hombre que tenía un movimiento de masas unido detrás de él, un hombre cuya única misión era salvar a Alemania" quien era el "Líder de la Alemania venidera". Durante las campañas, Hitler adquirió un estatus cuasirreligioso dentro del partido. El  Völkischer Beobachter publicó el titular "El movimiento nacionalsocialista es la resurrección de la nación alemana", con el artículo que cita a Hitler diciendo: "Creo que soy el instrumento de Dios para liberar a Alemania". De manera similar, Goebbels escribió en Der Angriff que Hitler era "el Gran Alemán, el Führer, el Profeta, el Luchador, la última esperanza de las masas, el símbolo brillante de la voluntad alemana de libertad". Durante esas campañas, Hitler se convirtió en el primer político en hacer campaña por aire, volando de una ciudad a otra bajo el lema "Hitler über Deutschland" ("Hitler Over Germany"), a veces visitando hasta cinco ciudades en un día para pronunciar discursos ante audiencias masivas. Las habilidades de habla carismática y fascinante de Hitler jugaron un papel importante en su atracción para el pueblo alemán.
A medida que la crisis económica de Alemania —provocada por el inicio de la Gran Depresión— continuaba y crecía, y mientras los nazis iban ganando poder político en virtud del número de escaños que ocupaban en el Reichstag, la máquina de propaganda de Goebbels creó una imagen de Hitler que personificaba la ira del pueblo por la incapacidad de la República de Weimar para resolver sus problemas. Hitler era, decía la propaganda, el único hombre que podía salvar a Alemania y crear un nuevo orden social, la "comunidad del pueblo" (Volksgemeinschaft); Hitler era "la esperanza de millones", la instancia de carne y hueso de la salvación nacional. Según el historiador Ian Kershaw, "[La gente] proyectada sobre Hitler sus propias creencias, deseos y anhelos. Los incorporó en una visión de renacimiento nacional completo". Goebbels cultivó una imagen de Hitler como un" genio heroico". Durante la existencia de la Alemania nazi, todos los años en la víspera del cumpleaños de Hitler, Goebbels pronunciaba un discurso titulado "Nuestro Hitler", en el que elogiaba todas las muchas supuestas virtudes de la personalidad y las ideas de Hitler.
El mito también dio lugar al concepto detrás del dicho "Si tan sólo el Führer supiera": cuando el pueblo alemán estaba insatisfecho con la forma en que se manejaba el país, culpaba a los peces gordos nazis pero eximía a Hitler de la culpabilidad. Creían que si Hitler sabía lo que estaba sucediendo, arreglaría las cosas. La Noche de los cuchillos largos en 1934 —la purga de Hitler contra sus oponentes en el seno del Partido Nazi y dentro de su brazo paramilitar, las Sturmabteilung (SA), así como en muchas otras secciones— fue presentada al público como si Hitler hubiera impedido el caos de un próximo intento de "golpe de estado". Esto ayudó a reforzar la imagen de Hitler como protector del pueblo alemán.
El culto al líder se puso de manifiesto en las películas de propaganda nazi de Leni Riefenstahl, como el "Triunfo de la voluntad de 1935", que Hitler ordenó que se hiciera. La película mostraba el Rally de Nuremberg de 1934, al que asistieron más de 700 000 simpatizantes, y es uno de los primeros ejemplos del mito de Hitler filmado y puesto en plena vigencia durante la Alemania nazi. El misticismo fue evidente desde el principio cuando Hitler comenzó a descender de las nubes en un avión, y cuando el mitin terminó con un clímax uniendo a Hitler, el Partido Nazi y el pueblo alemán cuando Rudolf Hess dijo, "El Partido es Hitler. Pero Hitler es Alemania, así como Alemania es Hitler. ¡Hitler! ¡Sieg Heil!"  Los alemanes que vieron la película estuvieron expuestos a toda la fuerza del Mito del Führer.
En 1934, el sucesor elegido por Hilter, Hermann Göring dijo: "Hay algo místico, inexpresable, casi incomprensible en este hombre... Amamos a Adolf Hitler porque creemos, profunda y firmemente, que fue enviado a por Dios para salvar a Alemania... No hay ninguna cualidad que él no posea en el más alto grado... Para nosotros, el fuhrer es simplemente infalible en todos los asuntos políticos y en todos los demás asuntos relacionados con el interés nacional y social de la personas".
La propaganda nazi apuntó implacablemente a persuadir a los alemanes de que tuvieran fe y confianza en las ideas de Hitler. El alcance de cómo se utilizaron las imágenes de Hitler en la propaganda nazi se resumió en 1941 cuando un nazi noticiero declaró que "un noticiario sin imágenes del Führer no se consideraba a la altura del estándar".
El libro del historiador británico Kershaw  El "Mito de Hitler": Imagen y realidad en el Tercer Reich  se publicó en 1987. En él, escribió:

Hitler representaba al menos algunas cosas que [el pueblo alemán] admiraba, y para muchos se había convertido en el símbolo y encarnación del renacimiento nacional que se había percibido en muchos aspectos que lograba el Tercer Reich.

Aunque las ideologías políticas del nazismo le importaban al propio Hitler, a muchos miembros del Partido Nazi les era indiferente, ya que para la mayoría de ellos él era la encarnación del nazismo.

## Führerprinzip

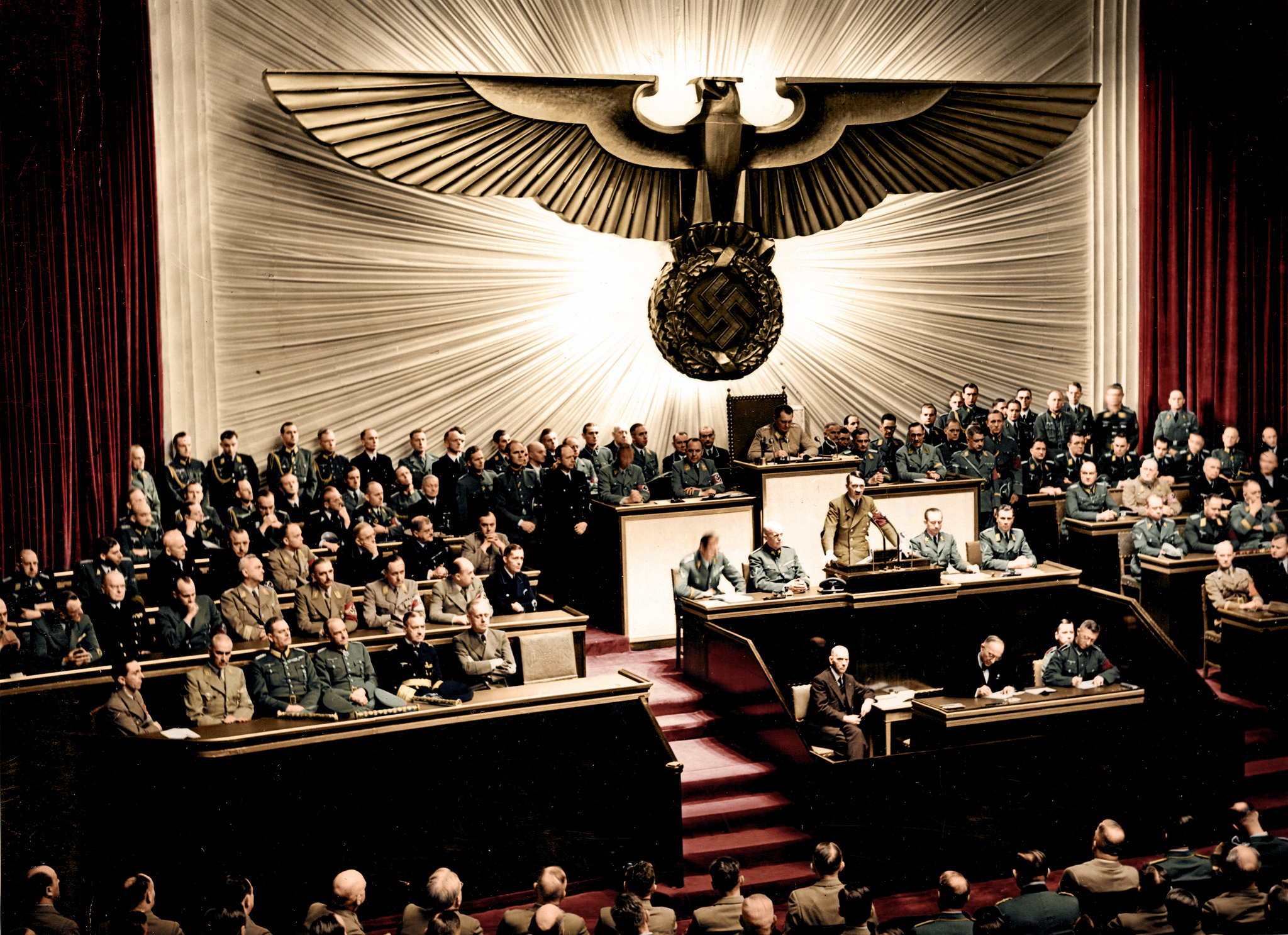
Hitler pronunciando un discurso en la Ópera Kroll ante los hombres del Reichstag.

El Führerprinzip («principio de líder») fue la base fundamental de la autoridad política en la Alemania nazi. Este principio puede entenderse más sucintamente en el sentido de que «la palabra del Führer es ante todo ley escrita» y que las políticas, decisiones y oficinas gubernamentales deben trabajar hacia la realización de este fin. El principio también se extendió al liderazgo de otras organizaciones, de quienes se esperaba que tuvieran la última palabra en sus competencias.
Al Führerprinzip se le dio crédito durante la Noche de los cuchillos largos en 1934 cuando Hitler ordenó una serie de ejecuciones extrajudiciales debido a un supuesto golpe inminente por parte de las SA bajo Ernst Röhm –el llamado «Röhm Putsch»–. Hitler pronunció un discurso en el Reichstag y dijo: «El Estado nacionalsocialista librará una Guerra de los Cien Años, si es necesario, para eliminar y destruir hasta el último rastro dentro de sus límites de este fenómeno que envenena y engaña al Volk ("Volksvernarrung")» y argumentó que «en esta hora, ¡yo era responsable del destino de la nación alemana y, por lo tanto, era el juez supremo del pueblo alemán!» La propaganda nazi afirmaba que las acciones de Hitler habían salvado a Alemania.

## Mito delFührer
El "Mito del Führer" utilizó propaganda y el "Führerprinzip" para retratar a Hitler como un genio infalible que estaba por encima de la política de partidos y estaba totalmente dedicado a proteger y salvar al pueblo alemán de las fuerzas externas insidiosas, como el "bolchevismo judío", y de factores internos como la política conservadora, centrista y liberal y los políticos que apoyaron la democracia y fueron la columna vertebral de la República de Weimar. En menor medida, la religión se incluyó en la letanía nazi de fuerzas internas destructivas, pero debido a que el pueblo alemán, tanto católico como protestante, estaban muy apegados a sus creencias religiosas, este aspecto de la ideología nazi era suave y su presentación era inconsistente.
El poder del mito estaba tan arraigado en la sociedad alemana que las boletas electorales y plebiscitos de principios de la década de 1930 no se referían al "Partido Nazi" sino al "Movimiento Hitler". Aunque el "nacionalsocialismo" había sido utilizado por otros partidos políticos antes del ascenso de los nazis, el nazismo era el hitlerismo en términos simples.

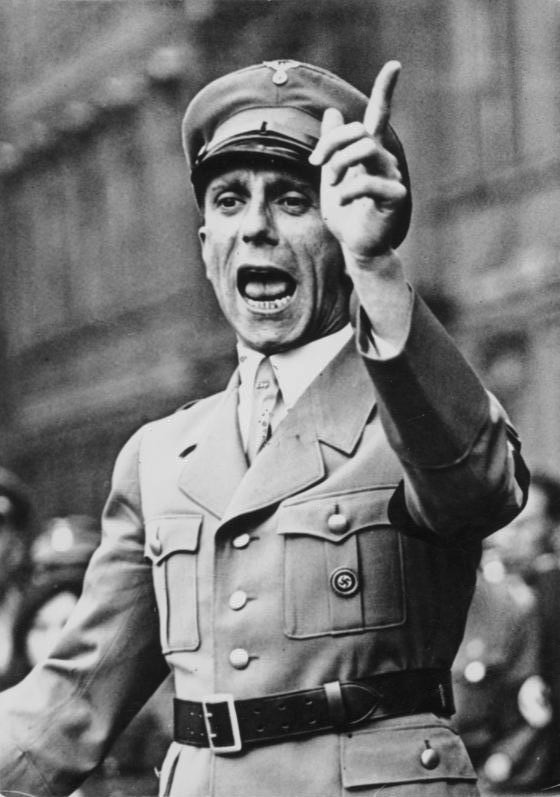
El ministro de Propaganda nazi Joseph Goebbels declaró en 1941 que uno de sus mayores logros fue la creación del mito del Führer.

Durante la década de 1930, la popularidad de Hitler se debió en gran parte a que la mayoría de los alemanes aceptaba el mito del Führer. La mayoría de los alemanes buscaban recuperación, seguridad y prosperidad, y Hitler parecía ofrecer todas esas cosas. La mayoría de los alemanes aprobaron sus políticas socioeconómicas y las medidas draconianas contra los considerados " enemigos "del estado porque los nazis parecían tener las soluciones a todos los problemas de Alemania. El mito del Führer permitió al Schutzstaffel (SS) llevar a cabo el terror entre la población alemana, porque pasó en gran medida desapercibido, debido al entusiasmo por Hitler y el régimen nazi. El mito ayudó a los alemanes a ver a Hitler como un estadista que estaba decidido a "salvar "Alemania del flagelo del" bolchevismo judío", que es como los nazis y otros ultranacionalistas se referían al marxismo y comunismo. Hasta cierto punto, el mito contribuyó a que los alemanes aceptaran o pasaran por alto las políticas de los nazis hacia los judíos.
Hitler mismo -junto con Joseph Goebbels- fue un contribuyente significativo a la creación del mito. Hitler entendió la importancia de la propaganda y la necesidad de crear un aura sobre sí mismo. Reflexionando sobre las afirmaciones que había hecho en 1933 al pueblo alemán, Hitler dijo en 1938:

El pueblo alemán debería examinar una vez más lo que mis compañeros y yo hemos hecho en los cinco años desde la primera elección al Reichstag en marzo de 1933. Tendrán que estar de acuerdo en que los resultados han sido únicos en toda la historia.

Joseph Goebbels dijo a los funcionarios del Ministerio de Propaganda en 1941 que sus dos mayores logros fueron "el estilo y la técnica de las ceremonias públicas del Partido; el ceremonial de las manifestaciones masivas, el ritual de la gran ocasión del Partido" y la "creación del mito”. A Hitler se le había dado el halo de la infalibilidad, con el resultado de que muchas personas que miraban de reojo al Partido después de 1933 ahora tenían completa confianza en Hitler. El tema importante de la propaganda nazi fue el culto al líder, que presenta a Hitler como un líder carismático que había salvado a Alemania.
El mito del Führer, junto con el "Führerprinzip", ayudó a frenar las crisis internas dentro del Partido Nazi, como dijo el propio Hitler en 1935: "No, señores. El Führer es el Partido y el Partido es el Führer".  El mito también prestó a la legitimidad del nazismo como ideología política en el extranjero. Aunque no fue el caso, el mito dio crédito a la idea de que los nazis habían logrado integrar a todos los alemanes en la sociedad. La medida en que el mito había penetrado en la sociedad alemana significaba que era casi imposible para cualquier alemán que leyera un periódico, escuchaba una radio o miraba alguna película para evitarlo, ya que los nazis eran dueños de todos los medios y determinaban lo que los alemanes podían leer y ver.
El mito del Führer fue un fenómeno de doble cara. Por un lado, la propaganda nazi trabajó continuamente para transmitir una imagen de Hitler como una figura heroica que tomó todas las decisiones correctas. En el otro Por otro lado, puede verse como una observación de los sistemas de valores y la ética que se suscribieron a un liderazgo "supremo".
El culto al liderazgo que rodeaba a Hitler también sirvió para evitar que el Partido Nazi se fragmentara en facciones en guerra, especialmente después de que Hitler hubiera eliminado a sus rivales Ernst Röhm y Gregor Strasser en la purga de la Noche de los Cuchillos Largos de 1934. Con el Führer  como encarnación de la ideología del Partido y las esperanzas del pueblo de salvación nacional, considerado inocente por el público cuando las cosas iban mal, era virtualmente imposible para cualquiera de los paladines de Hitler intentar reemplazarlo a través de un golpe de palacio.

### Aspectos económicos
Después de la Primera Guerra Mundial, la República de Weimar de Alemania fue duramente golpeada por la hiperinflación y la Gran Depresión que la siguió. Muchos alemanes tuvieron dificultades para separar la derrota alemana en la guerra de los efectos no relacionados derivados del colapso económico que siguió, y, en un país sin historia de democracia, tendieron a culpar a las condiciones impuestas por los Aliados en el Tratado de Versalles y la nueva forma gubernamental de democracia en una república por sus problemas económicos, en lugar de mirar la causa raíz, que era la economía mundial. Cuando Weimar no pudo ofrecerles el alivio que necesitaban, comenzaron a buscar un líder que pudiera arreglar las cosas, uno que tampoco creyera en la democracia o en el gobierno republicano, y que ofreciera lo que parecían ser soluciones a los problemas económicos de Alemania.
Sin los aparentes éxitos económicos de principios de la década de 1930, es muy poco probable que el mito de Hitler hubiera podido calar tan hondo en la sociedad alemana. Lo irónico es que los éxitos económicos ocurridos no fueron obra de Hitler. El alivio de las onerosas reparaciones de guerra de Alemania —que habían sido atenuadas por el Plan Dawes en 1925, el Plan Young en 1929, y la Moratoria de Hoover en 1931, y fueron canceladas por la Conferencia de Lausana de 1932— se debió a una negociación y diplomacia muy cuidadosas por parte del ministro de Relaciones Exteriores de Alemania Gustav Stresemann antes de su muerte en 1929, y luego por el canciller Heinrich Brüning. El programa masivo de obras públicas, por ejemplo, que redujo el desempleo en dos millones de puestos de trabajo a principios de 1933, fue instituido por el sucesor de Brüning y el predecesor de Hitler, el canciller Kurt von Schleicher, 48 horas antes de dejar el cargo; Hitler simplemente se atribuyó el mérito del programa de von Schleicher. Luego, por supuesto, estaba el hecho de que, a nivel mundial, la Gran Depresión estaba remitiendo lentamente a mediados de la década de 1930, aunque algunos de sus efectos negativos duraron hasta el comienzo de la Segunda Guerra Mundial. El único aspecto de la recuperación económica de Alemania, después de que Hitler asumiera el cargo, por el que legítimamente podía atribuirse tal mérito fue el efecto, tanto positivo como negativo, del gasto masivo para el rearme en la economía alemana, incluida la expansión total del ejército, la construcción de nuevos acorazados y submarinos, y la creación de la Luftwaffe, la fuerza aérea alemana.
La clase trabajadora era la menos susceptible al mito de Hitler, ya que todavía tenían salarios bajos y jornadas laborales más largas. Sin embargo, el atractivo "socialista" del nazismo aseguró una cierta cantidad de apoyo de Los trabajadores alemanes, que se beneficiaron de las campañas Winter Relief. La clase media fue la que más se benefició de los aparentes éxitos económicos y, a pesar de sus críticas, al menos hasta mediados de la guerra, siguieron siendo los partidarios más firmes de Hitler y el régimen nazi.

### Política exterior y aspectos militares
Hitler era considerado como la fuerza única detrás del movimiento nazi y alguien que trascendía la política de partidos y tenía como objetivo unir a todos los alemanes en una comunidad popular ("Volksgemeinschaft"). A pesar de que las críticas al régimen nazi fueron evidentes durante la década de 1930, las primeras políticas exteriores exitosas de Hitler, que revirtieron las restricciones del Tratado de Versalles y unieron a todos los alemanes étnicos en un solo estado, contribuyeron a la popularidad de Hitler y a reforzar su mito.
Aunque se desconoce cuántos alemanes creían genuinamente en el mito del Führer, incluso los alemanes que criticaban a Hitler y al régimen nazi creían en él a finales de la década de 1930. La mayoría de los alemanes habían quedado impresionados por los aparentes éxitos del régimen nazi, todos atribuidos al propio Hitler. Por ejemplo, en 1938, después del Anschluss, un informe del Partido Socialdemócrata de Alemania concluyó:

Las declaraciones de política exterior del Führer también tocan la fibra sensible de muchos trabajadores; especialmente de los jóvenes. La postura firme que el Führer ha asumido sobre la ocupación de Renania ha causado una honda impresión. Mucha gente está convencida de que las demandas de política exterior de Alemania están justificadas y no pueden pasarse por alto. Los últimos días han estado marcados por un gran avance en la reputación personal del Führer, incluso entre los trabajadores.

No hay duda de los enormes logros personales en credibilidad y prestigio que Hitler ha logrado, quizás principalmente entre los trabajadores. El hecho de que Austria haya sido subyugada por la fuerza ha tenido poco o ningún efecto hasta ahora en la forma en que se juzga el evento aquí. El punto crucial es que Austria ha sido anexionada, no importa de qué manera. Por el contrario, se da por sentado que la anexión se llevó a cabo con violencia, ya que casi todos los grandes éxitos del sistema se han logrado mediante el uso de métodos violentos.

Hasta 1938, el mito ayudó a convencer a la mayoría de los alemanes de que Hitler era un político de convicción que defendía los derechos de Alemania. Antes del comienzo de la Segunda Guerra Mundial, el mito del Führer estaba casi completado, pero aún le faltaba un rasgo importante: presentar a Hitler como un genio militar. Incluso antes del comienzo de la guerra, la máquina de propaganda nazi trabajaba con el fin de presentar esa imagen al pueblo alemán. Todo esto fue precedido por el mito del genio diplomático y de política exterior de Hitler, que fue engendrado gracias a sus triunfos en la Remilitarización de Renania, el  Anschluss  con Austria, la entrega del Sudetenland de manos de las potencias occidentales en Munich, y la ocupación alemana de Checoslovaquia (invasión y partición de Checoslovaquia). En el período previo a la invasión de Polonia, el ministro de Relaciones Exteriores Joachim von Ribbentrop amenazó con ejecutar a cualquiera de entre el personal a su cargo que dudara de la predicción de Hitler de que Polonia colapsaría en días y que Inglaterra no intervendría en su auxilio.
En el cumpleaños número 50 de Hitler, el 20 de abril de 1939, el desfile militar tenía como objetivo presentarlo como «el futuro líder militar, reuniendo a sus fuerzas armadas». Después de que comenzara la guerra el 1 de septiembre de 1939, la imagen de Hitler como un líder supremo de la guerra y un genio militar llegó a dominar el mito más que cualquier otro aspecto del mismo. Aunque muchos alemanes estaban preocupados por la posibilidad de otra guerra, una vez que comenzó la misma se produjo una expansión del mito.
Los primeros éxitos condujeron a un nivel aún mayor de vinculación emocional porque se decía que Hitler representaba a la comunidad nacional y la grandeza de la nación, y que iba a convertir a Alemania en una potencia mundial. La euforia solo duró mientras acompañaron los triunfos, pero una vez que estos cesaron, dicha cercanía emocional decayó.

### Aspectos legales
A partir de 1934-35, el mito del Führer comenzó a determinar el derecho constitucional de la Alemania nazi. El abogado nazi Hans Frank declaró: «El derecho constitucional en el Tercer Reich es la formulación legal de la voluntad histórica del Führer, pero la voluntad histórica del Führer no es el cumplimiento de las condiciones previas legales para su actividad».
Ya el 23 de marzo de 1933, Hitler declaró que la razón principal de la ley residía en que «Nuestro poder judicial debe, ante todo, servir a la preservación de la comunidad Volk», que «la flexibilidad de los juicios calculada para servir a la preservación de la sociedad debe ser apropiada a la luz del mandato fijo de los jueces» y advirtió de que «en el futuro, la traición estatal y nacional será aniquilada con una crueldad bárbara».
Poco después de que Hitler fusionara los dos cargos de canciller y presidente en uno para crear el cargo de "Führer y canciller", Frank pronunció un discurso el 10 de septiembre de 1934 y anunció la implementación de la voluntad de Hitler como ley:

El Führer anunció que el nacionalsocialismo transformaría enormemente el sistema legal alemán en el programa del partido de 1920. Formulamos los primeros principios en ese momento, exigiendo el reemplazo de la ley que servía a una cosmovisión materialista ajena a nosotros y su reemplazo por Ley alemana. Ahora eso El Führer con su movimiento y partido han tomado el poder en el Reich alemán y sus provincias, es fundamental implementar los principios de justicia nacionalsocialistas. Hoy, así como el nacionalsocialismo se ha apoderado de la vida política, económica y cultural de la nación y la ha formado de acuerdo con su programa irrevocable, también es necesario un gran avance en la ley para llenarlo de pensamiento nacionalsocialista. [...] Como en cualquier otro lugar del gobierno, el partido y sus ideas deben guiar la justicia, ya que es sólo un medio del Führer para la realización del nacionalsocialismo. [...] Como líder de los profesionales del derecho alemán puedo decir que la base del Estado nacionalsocialista es el sistema legal nacionalsocialista, y que para nosotros nuestro líder supremo es también el juez supremo y que su voluntad es ahora la base de nuestro sistema legal. Como sabemos cuán santos son los fundamentos de nuestro sistema legal para el Führer, nosotros y los camaradas de nuestro pueblo podemos estar seguros:

Su vida y su existencia están seguras en este estado nacionalsocialista de orden, libertad y justicia.
 Hans Frank sobre la toma del poder por los nazis y la implementación de la voluntad de Hitler como ley en 1934

Se dijo que las diversas definiciones raciales de " Aria", "sangre alemana" y que se utilizaron durante la Alemania nazi fueron determinadas por el propio Hitler, lo que llevó al autor nazi Andreas Veit a escribir que "Todos con un el sentido verdaderamente alemán sabe agradecer al Führer ". Los expertos nazis en la ley en la Alemania nazi lo describieron como un" estado del Führer "para transmitir la noción de que la voluntad del pueblo alemán fue determinada por la voluntad de Hitler.
El 26 de abril de 1942, Hitler pronunció un discurso ante el Reichstag en el que se declaró el juez supremo del pueblo alemán, la supervivencia del pueblo alemán no estaba sujeta a ningún asunto legal, intervendría cuando las sentencias lo hicieran. no coincidir con la gravedad de los delitos y declaró que, "De ahora en adelante tomaré una mano en estos casos y dirigiré la orden a los jueces para que reconozcan que es correcto lo que ordeno". El discurso fue recibido con un atronador aplauso de los presentes. Poco después, el Reichstag emitió un decreto que decía:

No puede haber duda de que el Führer debe, durante el tiempo actual de guerra en el que el alemán  Volk  está involucrado en una batalla por vida o muerte, tener el derecho que ha asumido, de hacer todo lo que sirva al logro de la victoria o contribuya a ello. El Führer, por tanto, debe -sin estar sujeto a las normas legales vigentes-, en su calidad de Führer de la Nación, de Comandante Supremo de las Fuerzas Armadas, de Jefe de Gobierno y de poseedor supremo de poderes ejecutivos, de supremo señor del poder judicial, y como Führer del Partido, en cualquier momento estar en posición de ordenar, si es necesario, a cualquier alemán, ya sea un soldado u oficial común, oficial o juez de clase baja o alta, ejecutivo o ministerial funcionario del Partido, obrero o patrono, con todos los medios que estime convenientes, para el cumplimiento de sus deberes y para visitarlo, en caso de incumplimiento de estos deberes, después de un examen de conciencia, con la pena que le corresponda, sin consideración alguna. a los llamados derechos adquiridos, y para destituirlo de su cargo, de su rango y su puesto sin la institución de los procedimientos prescritos.

El 28 de agosto de 1942, Hitler emitió un decreto que permitió al jurista nazi Otto Georg Thierack hacer lo que fuera necesario para obligar a los jueces a respetar el pensamiento y las directrices de Hitler en la materia. Por lo tanto, los procedimientos legales se hicieron para coincidir con la voluntad de Hitler.

### Aspectos religiosos
Hitler usó a menudo términos religiosos en sus discursos, como la "resurrección" del pueblo alemán y terminaba sus discursos con "Amén". El punto 24 del Programa Nacionalsocialista declaró que el Partido Nazi defendía un "cristianismo positivo", y Hitler enfatizó su compromiso con el cristianismo con el Partido del Centro para persuadirlos de votar a favor de la Ley de habilitación de 1933. En realidad, muchos nazis como Alfred Rosenberg y Martin Bormann se oponían profundamente a la religión y eran anticristianos. Después de obtener el poder completo, persiguieron un ataque a la iglesia ("Kirchenkampf"), especialmente contra la Iglesia católica. La razón principal por la que Hitler y los nazis no abogaron abiertamente por puntos de vista anticristianos antes de su llegada al poder era porque sabían que esto les habría alejado de muchos alemanes, ya que la gran mayoría de ellos eran religiosos hasta cierto punto. Durante la Alemania nazi, a los niños alemanes se les enseñaba que Hitler era "enviado de Dios" y que él era su "fe" y "luz", con lo que se le presentó como un profeta divino más que como un político normal.
Durante la década de 1930, Hitler comenzó a hablar en términos místicos cuando hablaba con "camaradas nacionales" alemanes. Después de la remilitarización de Renania nazi en marzo de 1936, Hitler declaró: «Voy por el camino que dicta la Providencia con la seguridad de un sonámbulo». En mayo de 1936 en Lustgarten, dijo: «Somos muy afortunados de poder vivir entre esta gente, y estoy orgulloso de ser su Führer. Tan orgulloso que no puedo imaginar nada en este mundo capaz de convencerme cambiarlo por otra cosa. Preferiría, mil veces antes, ser el último camarada nacional entre ustedes que un rey en cualquier otro lugar. Y este orgullo me llena hoy sobre todo». Hitler se identificó con el pueblo alemán en septiembre de 1936 cuando dijo: «¡Que me hayas encontrado... entre tantos millones es el milagro de nuestro tiempo! ¡Y que te haya encontrado, esa es la fortuna de Alemania!»

## Lealtad y devoción
Se utilizaron diferentes tipos de devoción para cimentar el culto al líder y al pueblo alemán en la propaganda nazi.

Juro por Dios este santo juramento 
 que rendiré obediencia incondicional 
 al líder del Reich alemán y al pueblo, 
 Adolf Hitler, comandante supremo de las fuerzas armadas, < br /> y que, como un valiente soldado, siempre estaré preparado 
 para dar mi vida por este juramento.
 Juramento de lealtad de la Wehrmacht a Adolf Hitler

Lo juro: seré fiel y obediente 
 al líder del Reich alemán y al pueblo, Adolf Hitler, 
 para observar la ley y cumplir concienzudamente con mis deberes oficiales, así que ayúdame ¡Dios!
 Juramento de los servidores públicos a Adolf Hitler

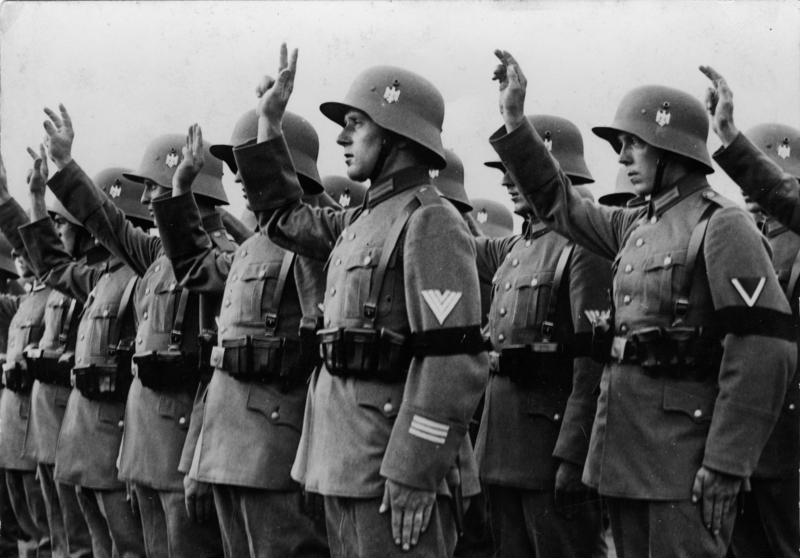
Soldados de la Reichswehr que juraron el juramento de Hitler en 1934, con las manos levantadas en el tradicional schwurhand gesto.

Un aspecto clave del mito fue la obediencia personal al propio Hitler. Después de la muerte del presidente alemán Paul von Hindenburg el 2 de agosto de 1934, Hitler decidió fusionar las oficinas de presidente y canciller, y se declaró a sí mismo como  "Führer und Reichskanzler" ("líder y canciller del Reich"). Poco después, el ministro de Guerra Werner von Blomberg emitió una orden de que todo el personal militar, que había jurado previamente un juramento a Alemania, juraría en su lugar un juramento de lealtad y lealtad vinculante a Hitler personalmente. Los funcionarios públicos también estaban obligados a prestar dicho juramento.
El saludo "Heil Hitler", que se hizo obligatorio para todos los miembros del Partido Nazi y, más tarde, para los funcionarios públicos y el ejército, fue un símbolo de la devoción total a Hitler.
Entre 1933 y 1945, aproximadamente 4.000 ciudades y pueblos convirtieron a Hitler en ciudadano honorario como una forma de mostrarle lealtad. Desde el final de la Segunda Guerra Mundial, muchos de ellos han revocado la decisión.
Hitler mantuvo deliberadamente su vida privada alejada del público alemán como una forma de asegurar su popularidad, especialmente entre las mujeres alemanas. Cuando se le preguntaba por qué no tenía esposa, respondía: "Estoy casado con Alemania". Las mujeres alemanas realmente creían que era célibe y devoto de Alemania. Muchas mujeres alemanas lo idolatraban y le escribían, a menudo de manera erótica. Miles de mujeres alemanas esperaban fuera de su casa de Berghof en el Obersalzberg sólo para verlo; una vez que lo veían, muchas se ponían histéricas y le gritaban cosas como "¡Mein Führer, me gustaría tener un hijo contigo!"  Muchas de las mujeres también trataron de acercarse lo suficiente a él para besarlo, pero sus guardaespaldas las detuvieron y se lo llevaron. La relación de Hitler con su amante, Eva Braun, se mantuvo en secreto, porque Hitler creía que si las mujeres supieran que tenía una esposa, perdería su atractivo para ellas.

## Hitler y la juventud alemana
La propaganda nazi adoctrinaba a la juventud alemana, especialmente a los miembros de las Juventudes Hitlerianas. Se les dijo que todos pertenecían a una comunidad de personas sin clases, y su identidad de grupo se reforzó mediante marchas, cantos y campamentos comunitarios. Hitler fue representado como su figura paterna que siempre los protegería. Los nazis pudieron transmitir la imagen de que eran los protectores de la juventud que les ofrecería prosperidad y seguridad. Debido a la intensa propaganda, los nazis pudieron controlar tanto las actitudes públicas como privadas y el comportamiento de la juventud. Los jóvenes alemanes fueron adoctrinados fuertemente con teorías y la supuesta supremacía del alemán Volk. La juventud alemana era la más susceptible al atractivo emocional del mito de Hitler. A los niños de once años que ingresaban al  Deutsches Jungvolk se les dijo en su primer día de inducción, "a partir de hoy su vida pertenece al Führer".
Heinrich Hoffmann, quien era el fotógrafo personal de Hitler, publicó el libro "Juventud alrededor de Hitler" ("Jugend um Hitler") en 1934, que tenía la intención de demostrar que Hitler se preocupaba por niños.
La carismática oratoria de Hitler tuvo un gran atractivo entre la juventud alemana. Un ex miembro de las Juventudes Hitlerianas, Alfons Heck, escribió en su libro:

Estallamos en un frenesí de orgullo nacionalista que rayaba en la histeria. Durante minutos, gritamos a todo pulmón, con lágrimas corriendo por nuestros rostros: ¡Sieg Heil, Sieg Heil, Sieg Heil! A partir de ese momento, pertenecí a Adolf Hitler en cuerpo y alma.

Como se describe en el "Triunfo de la voluntad", Hitler pronunció un discurso ante las Juventudes Hitlerianas en Nuremberg y dijo: "Queremos ser una nación unida, y usted, mi juventud, se convertirá en esta nación. En el futuro, no queremos ver clases y castas, y no deben permitir que se desarrollen entre ustedes. Un día, queremos ver una nación”.
Los niños alemanes que deseaban unirse a las Juventudes Hitlerianas tenían que declarar: "Juro, en las Juventudes Hitlerianas, siempre cumplir con mi deber con amor y lealtad, por el Führer y nuestra bandera. Así que ayúdame Dios". Posteriormente, se les hizo declarar que morirían por Hitler:

En presencia de este estandarte de sangre que representa a nuestro fuhrer, juro dedicar todas mis energías y mi fuerza al salvador de nuestro país, Adolf Hitler. Estoy dispuesto y dispuesto a dar mi vida por él, así que ayúdame Dios.
 Juramento de las Juventudes Hitlerianas a Adolf Hitler

La propaganda nazi adoctrinaba a los miembros de las Juventudes Hitlerianas para denunciar a cualquiera que mostrara algún tipo de crítica sobre el régimen nazi. Se les dijo que eran racialmente superiores, y con el tiempo esto engendró un sentimiento abierto de arrogancia hacia aquellos a quienes consideraban inferiores. Fueron adoctrinados en mitos raciales sobre la superioridad de la Aria, que pertenecían a una raza superior, y que los judíos eran una raza inferior que destruyó culturas. Los nazis exigieron que todas las escuelas enseñaran un estudio sobre una supuesta cultura alemana superior que enfatizara la superioridad teutónica y animó a los jóvenes a educarse en la historia alemana, la literatura, las cosas relacionadas con la raza nórdica, la preservación de su ascendencia aria y la devoción a Alemania.
Baldur von Schirach, el líder de las Juventudes Hitlerianas, generalmente presentó a Hitler de una manera casi religiosa. Durante un discurso dijo: "No necesitamos líderes intelectuales que creen nuevas ideas porque el líder superpuesto de todos los deseos de la juventud es Adolf Hitler". Schirach exclamó:" Tu nombre, mi  Führer, es la felicidad de la juventud, tu nombre, mi Führer, es para nosotros la vida eterna". Durante el Anschluss con Austria en 1938, le dijo a los miembros de las Juventudes Hitlerianas, "Sí, mein Führer, el que sirve a Adolf Hitler, el Führer , sirve a Alemania, quien sirve a Alemania, sirve a Dios" y, "Cuando llevamos a los jóvenes a Alemania, los llevamos a Dios".
Hitler creía que con el tiempo podría convertir a los jóvenes en nazis cuando fueran mayores, como afirmó en 1938, cuando dijo:

Estos niños y niñas ingresan a nuestras organizaciones con sus diez años de edad y, a menudo, por primera vez, reciben un poco de aire fresco; después de cuatro años de la Gente Joven pasan al Hola tler Youth, donde los tenemos por otros cuatro años. . . E incluso si todavía no son nacionalsocialistas completos, van al Servicio Laboral y se les suaviza por otros seis, siete meses. . . Y cualquier conciencia de clase o estatus social que pudiera quedar todavía. . . la Wehrmacht se encargará de eso.

Los miembros de las Juventudes Hitlerianas permanecieron leales a Hitler incluso cuando sus padres se volvieron críticos con él durante la guerra. En 1943, cuando los alemanes comenzaron a sufrir derrotas militares, los informes del servicio de seguridad de las SS (SD) sugieren que muchos miembros de las Juventudes Hitlerianas ya no mostraban fe en el Partido Nazi, pero distinguían al Partido de Hitler; un informe señaló que, "El Führer no es el representante del Partido, sino en primera instancia el Führer del Estado y sobre todo el Comandante Supremo de la Wehrmacht". Sin embargo, el mito del Führer comenzó a decaer incluso entre la juventud alemana, donde había sido el más fuerte, cuando la derrota de Alemania se volvió palpable e inevitable.

## Fin del culto

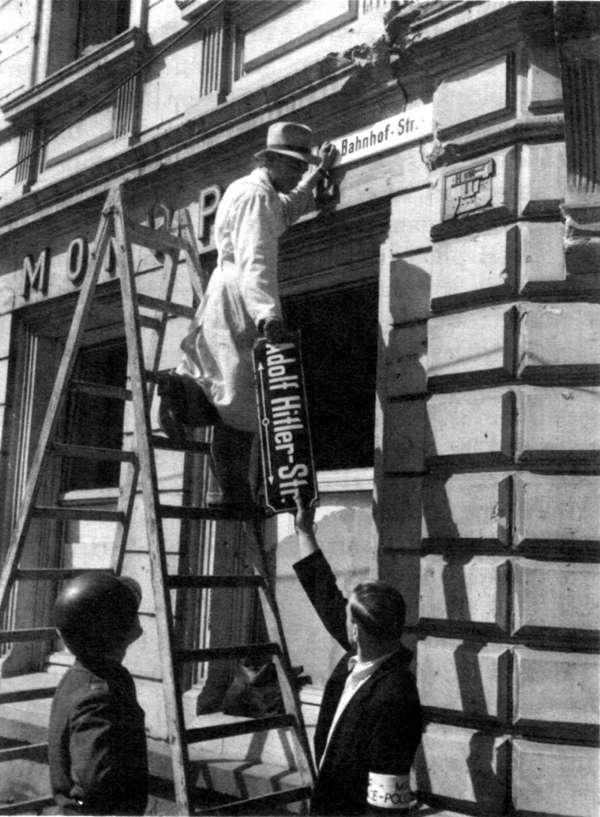
Trabajadores quitando la señalización de una antigua "Adolf Hitler-Straße" (calle) en Trier, Alemania, el 12 de mayo de 1945

Incluso antes del comienzo de la Segunda Guerra Mundial, el mito ya estaba comenzando a notarse, pero no fue hasta más cerca del final de la guerra que quedó completamente expuesto al pueblo alemán. El Ministro de Armamento y Producción de Guerra Albert Speer escribió en sus memorias "Dentro del Tercer Reich" que en 1939 había una sensación de que el mito se estaba desvaneciendo desde que los nazis tuvieron que organizar multitudes de vítores para asistir a los discursos:

El cambio en el estado de ánimo de la población, la moral decadente que comenzó a sentirse en toda Alemania en 1939, se hizo evidente en la necesidad de organizar multitudes que vitoreaban donde dos años antes Hitler había podido contar con la espontaneidad. Es más, él mismo se había apartado mientras tanto de las masas admiradas. Tendía a estar enojado e impaciente con más frecuencia que en el pasado cuando, como todavía sucedía ocasionalmente, una multitud en Wilhelmsplatz comenzó a clamar que apareciera. Dos años antes había salido a menudo al "balcón histórico". Ahora, a veces, gritaba bruscamente a sus ayudantes cuando acudían a él con la petición de que se mostrara: "¡Dejen de molestarme con eso!"

El mito del Führer comenzó a exponerse después de que Hitler lanzó la Operación Barbarroja, la invasión de la Unión Soviética, que pensó que duraría un poco más de seis semanas. A medida que pasó el tiempo y Alemania comenzó a sufrir constantes derrotas militares después de la Batalla de Stalingrado en 1943, el mito del Führer comenzó a quedar al descubierto. Se demostró que la afirmación de que Hitler era un genio militar después de sus exitosas victorias Blitzkrieg en Occidente era falsa, aunque el propio Hitler culpó de las derrotas a sus generales. Por primera vez, se culpó personalmente a Hitler de haber iniciado la guerra. Hitler se volvió más retraído y rara vez volvió a hablar con el pueblo alemán. Goebbels intentó retratar a Hitler como el equivalente de Federico el Grande, que eventualmente triunfaría a pesar de todos los reveses; sin embargo, en ese momento, la mayoría de los alemanes sabían que iban a perder la guerra y el atractivo inicial de Hitler se perdió casi por completo. El atractivo del mito de Hitler siguió siendo fuerte entre la juventud alemana más que cualquier otro alemán, ya que habían sido adoctrinados durante más de una década por la propaganda nazi.
Sin embargo, el odio de los Aliados por el terror causado por las campañas de bombardeo y las promesas de nuevas armas maravillosas que finalmente ganarían la guerra, llevaron a algunos alemanes a permanecer fieles a Hitler durante un corto período de tiempo. El intento fallido de asesinato de Hitler el 20 de julio de 1944 también provocó un aumento de la lealtad a Hitler, aunque esto fue de corta duración.
Los combatientes del Viejo Partido que habían sido entusiastas partidarios de Hitler durante la década de 1920 fueron los últimos alemanes que todavía creían firmemente en el mito del Führer, incluso cuando era obvio que la guerra estaba perdida.
Tras múltiples derrotas militares, y cuando se hizo obvio para los alemanes comunes que Alemania iba a perder la guerra, el mito comenzó a exponerse y la popularidad de Hitler comenzó a decaer. Un ejemplo de esto se puede ver en un informe presentado en la ciudad bávara de Markt Schellenberg el 11 de marzo de 1945:

Cuando el líder de la unidad de la Wehrmacht al final de su discurso pidió un Sieg Heil para el Führer, no fue devuelto ni por la Wehrmacht presente, ni por la Volkssturm, ni por los espectadores de la población civil que habían apareció. Este silencio de las masas ... probablemente refleja mejor que cualquier otra cosa, las actitudes de la población.

El periodista estadounidense Howard K. Smith, en su libro El último tren de Berlín, escribió:

Estaba convencido de que de todos los millones en los que se había fijado el mito de Hitler, el que más se había dejado llevar era el propio Adolf Hitler.

Según la historiadora Lisa Pine, durante la última fase de la Segunda Guerra Mundial, el mito del Führer "se derrumbó por completo". Pocos civiles alemanes lloraron el suicidio de Hitler en 1945, ya que estaban demasiado ocupados lidiando con el colapso de Alemania o huyendo de los combates. Según el biógrafo de Hitler John Toland, el nazismo "estalló como una burbuja" sin su líder.